# Publio Valerio Patruino
Publio Valerio Patruino (en latín Publius Valerius Patruinus) fue un senador romano que vivió a finales del siglo I y principios del siglo II, y desarrolló su cursus honorum bajo Nerón, Vespasiano, Tito y Domiciano.

## Orígenes y carrera
Era natural de Ticinum (Pavía) en la Galia Cisalpina en el norte de Italia. Entre septiembre y octubre del año 82 fue nombrado por Domiciano consul suffectus, para ser nombrado por ese mismo emperador legado de la importante provincia  de Siria entre los años 87 y 90.

## Matrimonio y desecendencia
Estaba casado con Vetia y su hija llamada Valeria, contrajo matrimonio con Lucio Domicio Apolinar, consul suffectus en el año 97, bajo Nerva.